# George Thorne
George Thorne (Chatham, 4 gennaio 1993) è un ex calciatore inglese, di ruolo centrocampista.

## Carriera

### West Bromwich Albion
George Thorne entra a far parte delle giovanili del West Bromwich Albion nel 2004. Esordisce in prima squadra nella stagione 2009-2010.

### Prestito al Portsmouth
Il 24 novembre 2011 passa in prestito al Portsmouth. Fa il suo debutto due giorni dopo, nel pareggio per 1-1 contro il Leicester City. Il 20 dicembre 2011 viene richiamato dal WBA, a causa dei troppi infortuni subiti dai Baggies. Il 18 febbraio 2012 tornare a vestire la maglia del Portsmouth, sempre con la formula del prestito. Lo stesso giorno fa il suo secondo esordio con la maglia dei Pompeys, nella sconfitta per 0-2 contro il Barnsley. Il 30 marzo 2011 subisce un infortunio alla caviglia che lo costringe a terminare la sua stagione. A fine stagione ritorna al West Bromwich Albion.

### Derby County
Il 19 luglio 2014 viene acquistato dal Derby County.